# Kyle Edwards (calciatore 1997)
Kyle Edwards (15 gennaio 1997) è un calciatore sanvincentino, centrocampista dell'Hartford Athletic e della nazionale sanvincentina.

## Carriera

### Club
Ha giocato in patria con il System 3; in seguito ha giocato anche nelle divisioni minori statunitensi.

### Nazionale
Il 5 settembre 2014, a 17 anni, debutta con la nazionale sanvincentina contro l'Anguilla; mentre il 2 luglio 2021 segna la prima rete con la maglia della nazionale, durante l'ampia sconfitta contro la nazionale haitiana (1-6).

## Statistiche

### Cronologia presenze e reti in nazionale
| Cronologia completa delle presenze e delle reti in nazionale ― Saint Vincent e Grenadine | Cronologia completa delle presenze e delle reti in nazionale ― Saint Vincent e Grenadine | Cronologia completa delle presenze e delle reti in nazionale ― Saint Vincent e Grenadine | Cronologia completa delle presenze e delle reti in nazionale ― Saint Vincent e Grenadine | Cronologia completa delle presenze e delle reti in nazionale ― Saint Vincent e Grenadine | Cronologia completa delle presenze e delle reti in nazionale ― Saint Vincent e Grenadine | Cronologia completa delle presenze e delle reti in nazionale ― Saint Vincent e Grenadine | Cronologia completa delle presenze e delle reti in nazionale ― Saint Vincent e Grenadine |
| Data                                                                                     | Città                                                                                    | In casa                                                                                  | Risultato                                                                                | Ospiti                                                                                   | Competizione                                                                             | Reti                                                                                     | Note                                                                                     |
| ---------------------------------------------------------------------------------------- | ---------------------------------------------------------------------------------------- | ---------------------------------------------------------------------------------------- | ---------------------------------------------------------------------------------------- | ---------------------------------------------------------------------------------------- | ---------------------------------------------------------------------------------------- | ---------------------------------------------------------------------------------------- | ---------------------------------------------------------------------------------------- |
| 5-9-2014                                                                                 | Saint John's                                                                             | Saint Vincent e Grenadine                                                                | 4 – 0                                                                                    | Anguilla                                                                                 | Qualificazioni alla Coppa dei Caraibi 2014                                               | -                                                                                        | 83’                                                                                      |
| 8-9-2014                                                                                 | Saint John's                                                                             | Antigua e Barbuda                                                                        | 2 – 1                                                                                    | Saint Vincent e Grenadine                                                                | Qualificazioni alla Coppa dei Caraibi 2014                                               | -                                                                                        | 90’                                                                                      |
| 21-9-2014                                                                                | Tortola                                                                                  | Isole Vergini Britanniche                                                                | 0 – 6                                                                                    | Saint Vincent e Grenadine                                                                | Amichevole                                                                               | -                                                                                        |                                                                                          |
| 13-10-2014                                                                               | Les Abymes                                                                               | Martinica                                                                                | 4 – 3                                                                                    | Saint Vincent e Grenadine                                                                | Qualificazioni alla Coppa dei Caraibi 2014                                               | -                                                                                        | 88’                                                                                      |
| 8-3-2015                                                                                 | Bridgetown                                                                               | Barbados                                                                                 | 2 – 2                                                                                    | Saint Vincent e Grenadine                                                                | Amichevole                                                                               | -                                                                                        | 79’                                                                                      |
| 12-5-2015                                                                                | Gros Islet                                                                               | Grenada                                                                                  | 2 – 3                                                                                    | Saint Vincent e Grenadine                                                                | Amichevole                                                                               | -                                                                                        | 64’                                                                                      |
| 14-5-2015                                                                                | Gros Islet                                                                               | Saint Lucia                                                                              | 1 – 2                                                                                    | Saint Vincent e Grenadine                                                                | Amichevole                                                                               | -                                                                                        | 70’                                                                                      |
| 16-5-2015                                                                                | Gros Islet                                                                               | Saint Vincent e Grenadine                                                                | 1 – 0                                                                                    | Dominica                                                                                 | Amichevole                                                                               | -                                                                                        |                                                                                          |
| 28-8-2015                                                                                | Kingstown                                                                                | Saint Vincent e Grenadine                                                                | 2 – 2                                                                                    | Barbados                                                                                 | Amichevole                                                                               | -                                                                                        | 78’                                                                                      |
| 25-3-2016                                                                                | Kingstown                                                                                | Saint Vincent e Grenadine                                                                | 2 – 3                                                                                    | Trinidad e Tobago                                                                        | Qual. Mondiali 2018                                                                      | -                                                                                        | 76’ 81’                                                                                  |
| 30-3-2016                                                                                | Port of Spain                                                                            | Trinidad e Tobago                                                                        | 6 – 0                                                                                    | Saint Vincent e Grenadine                                                                | Qual. Mondiali 2018                                                                      | -                                                                                        | 63’                                                                                      |
| 28-6-2017                                                                                | Saint George's                                                                           | Saint Lucia                                                                              | 2 – 1                                                                                    | Saint Vincent e Grenadine                                                                | Amichevole                                                                               | -                                                                                        | 78’                                                                                      |
| 3-7-2017                                                                                 | Saint George's                                                                           | Grenada                                                                                  | 4 – 3                                                                                    | Saint Vincent e Grenadine                                                                | Amichevole                                                                               | -                                                                                        | 60’                                                                                      |
| 4-7-2017                                                                                 | Saint George's                                                                           | Saint Vincent e Grenadine                                                                | 4 – 2                                                                                    | Barbados                                                                                 | Amichevole                                                                               | -                                                                                        | 86’                                                                                      |
| 11-8-2019                                                                                | Kingstown                                                                                | Saint Vincent e Grenadine                                                                | 1 – 0                                                                                    | Trinidad e Tobago                                                                        | Amichevole                                                                               | -                                                                                        | 90’                                                                                      |
| 25-3-2021                                                                                | Willemstad                                                                               | Curaçao                                                                                  | 5 – 0                                                                                    | Saint Vincent e Grenadine                                                                | Qual. Mondiali 2022                                                                      | -                                                                                        | 82’                                                                                      |
| 31-3-2021                                                                                | Willemstad                                                                               | Saint Vincent e Grenadine                                                                | 3 – 0                                                                                    | Isole Vergini Britanniche                                                                | Qual. Mondiali 2022                                                                      | -                                                                                        | 82’                                                                                      |
| 5-6-2021                                                                                 | Città del Guatemala                                                                      | Guatemala                                                                                | 10 – 0                                                                                   | Saint Vincent e Grenadine                                                                | Qual. Mondiali 2022                                                                      | -                                                                                        | 71’                                                                                      |
| 8-6-2021                                                                                 | Basseterre                                                                               | Saint Vincent e Grenadine                                                                | 0 – 1                                                                                    | Cuba                                                                                     | Qual. Mondiali 2022                                                                      | -                                                                                        |                                                                                          |
| 2-7-2021                                                                                 | Fort Lauderdale                                                                          | Haiti                                                                                    | 6 – 1                                                                                    | Saint Vincent e Grenadine                                                                | Qual. Gold Cup 2021                                                                      | 1                                                                                        | 71’                                                                                      |
| 25-3-2023                                                                                | Managua                                                                                  | Nicaragua                                                                                | 4 – 1                                                                                    | Saint Vincent e Grenadine                                                                | CONCACAF Nations League 2022-2023 - 1º Turno                                             | 1                                                                                        | 81’                                                                                      |
| 27-3-2023                                                                                | Kingstown                                                                                | Saint Vincent e Grenadine                                                                | 1 – 1                                                                                    | Bahamas                                                                                  | CONCACAF Nations League 2022-2023 - 1º Turno                                             | 1                                                                                        |                                                                                          |
| Totale                                                                                   |                                                                                          | Presenze                                                                                 | 22                                                                                       |                                                                                          | Reti                                                                                     | 3                                                                                        |                                                                                          |